# Сирџан
Сирџан (персијски: سيرجان, такође романизован као Sīrjān; раније, Саидабад)  је град и главни град округа Сирџан, провинција Керман, Иран. Према попису из 2016. године, његово становништво је износило 324.103 становника у 95.357 породица. Сирџан се налази на 960 километара од иранске престонице Техерана и 175 километара од главног града провинције Керман. Познат је по пистаћима, ћилиму и ветрохватима, међу локалним становницима познатим као Бадги-е Чопоки.

## Клима
На 1730м налази се у депресији између јужних планина Загрос на западу и масива Кухе Бидхан на истоку.

## Култура
Сирџан је историјски град са развијеном културом. У граду Сирџану постоје историјски и културни споменици.

## Туризам
- Чопоки ветро торањ
- Историјски базар
- Историјске куће
- Историјски  јахдан (где се чува лед из претходних периода)
- Храм Шаха Фируза
- Камени замак
- Хаџ Рашид историјска кућа
- Камени врт
- Музеј Сирџана

Овај град је основан у доба Сасанида и поседује неколико налазишта минерала, укључујући угаљ, гвожђе, бакар, камен и злато.
Данас град бележи велики економски раст, углавном због свог индустријског сектора, као и кључне локације у срцу јужног Ирана.
Са успостављеним стратешким путевима за домаћу испоруку робе, као и великим приступом Бандар Е Абасу за извоз робе овај град остварује значајан привредни раст.
Сирџански кампус Факултета медицинских наука у Керману налази се у Сирџану, који се зове школа медицинских наука Сирџан и повезан је са Универзитетом медицинских наука у Керману, основан је 2010. године са више од 500 студената преддипломског студија.

## Име
Прво име Сирџана било је Сирган или СаманганТоком упада Арапа на ово подручје, извршена је промена у изговору. Послије му је назив промењен у Сирџан. Сирџан је стари град са веома богатом  историјом .

## Индустрија
Сирџан има неколико највећих компанија у кругу од 100 км. Рудник жељезне руде Голе Гохар највећи је у земљи са процењеном вредношћу 2,8 милијарди долара. PolyTech of Sirjan Co, са преко 400 запослених, је највећи  домаћи произвођач у градском индустријском парку. Голд Иран по лиценци ЛГ је такође главни играч у граду са 1.200 запослених и локацијом у Специјалној економској зони. ЛГ саставља већину својих дигиталних производа на иранском тржишту на овој локацији.

## Галерија
- Персијска јахчал ледена кућа, Сирџан
- Камени Врт у Сирџану
- Велики пљусак у Сирџану
- Округ Сирџан

## Превоз
У граду функционише Аеродром Сирџан. Град такође има железничку станицу у близини аеродрома.

## Будући план / развој
Сирџан Петрохемикал Ко тренутно окупља свој други круг инвестиција како би основао прво Петрохемијско складиште у провинцији Керман.
Мерих Маркет (део Мерих Фуд Инд. Груп) планира развој првог више-продајног шопинг центар у центру града.
Специјална економска зона, индустријски град бр. 1 и индустријски град бр. 2 настављају да развијају своју фабричку базу.